# Andrea Michaelsson
Andrea Michaelsson (Barcelona,1977) más conocida como Btoy, es una artista urbana de Barcelona.

## Trayectoria
De raíces uruguayas,se formó en Barcelona, en el Institut d'Estudis Fotogràfics de Catalunya (IEFC). Desde 2002, fruto de experimentar con técnicas plásticas de carácter libre e improvisado (aerosol, pintura plástica, etc.) se inició en su faceta de artista urbana. Desde entonces, ha pintado murales en las calles de Barcelona y ha expuesto su obra en diferentes ciudades del mundo, como París, Londres, Bérgamo o Yakarta. En Londres, además de exponer en Pictures On Walls, un grupo de artistas urbanos que se unió entre 2003 y 2017 para promocionarse, participó en The Cans Festival, donde colaboró con el artista Banksy. Ha trabajado también para el museo de Bundeskunsthalle de Bonn, la Tour 13 de París o la iniciativa Muros del centro de arte Tabacalera de Madrid. Ha expuesto en galerías de Indonesia, Italia, Alemania o México y ha estado representada en las galerías N2 Galería, SC Gallery.

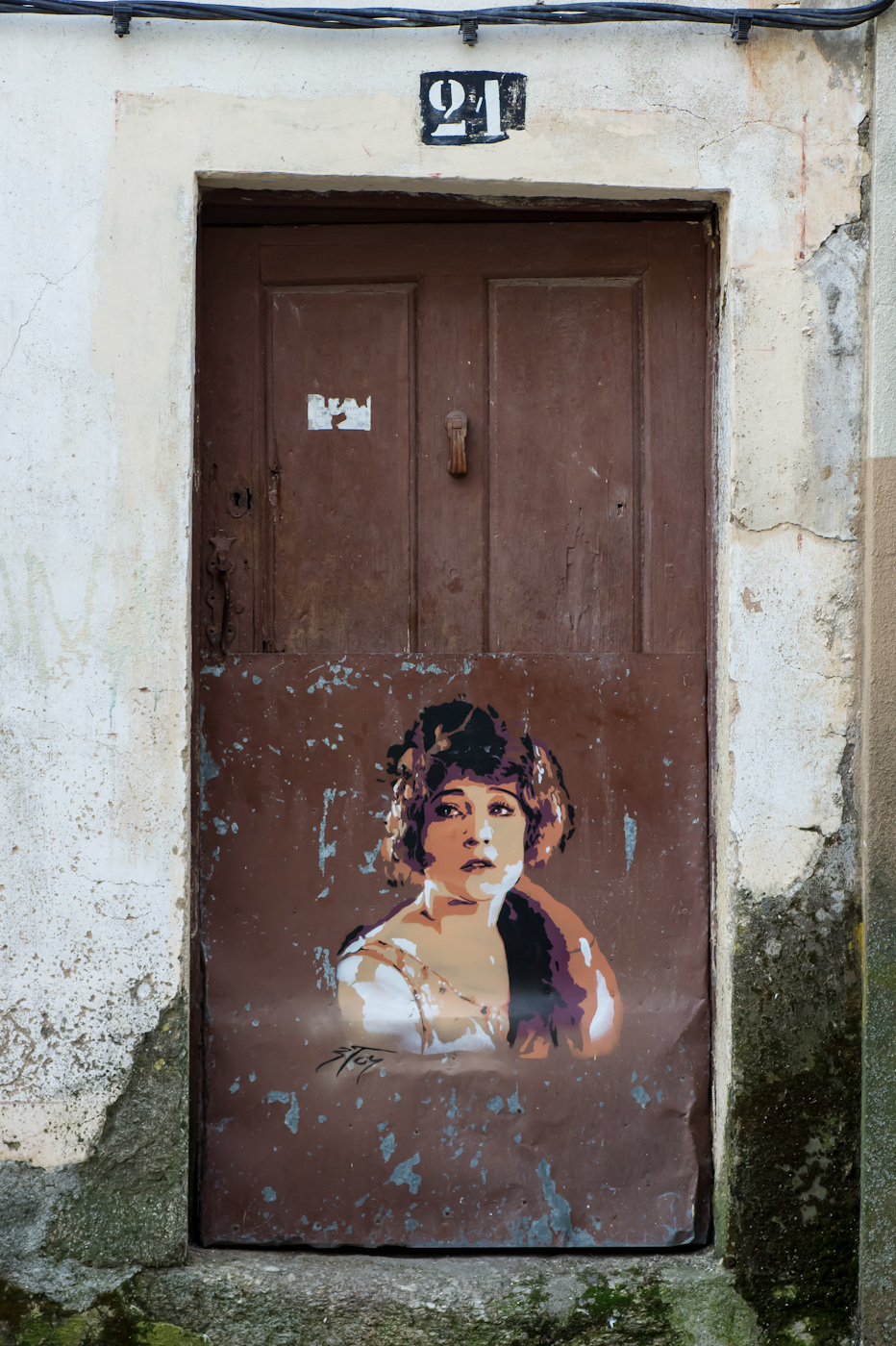
Woolfest 2011

Btoy parte de fotografías antiguas que transforma con la técnica del estarcido y también trabaja sobre lienzo. En la realización de su obra, utiliza superficies irregulares conviertiendo puertas y ventanas tapiadas en marcos para la expresión de sus creaciones. En muchos casos son retratos con una fuerte carga nostálgica, sacudidos con pinceladas llenas de fuerza y color y tienen a las mujeres como protagonistas.
Su obra puede verse en ciudades como Amsterdam, Paris, Malaga, Yerba,  Budapest, Atenas, Düsseldorf o Beirut.